# Charles de Ventadour
Charles de Ventadour († 20. Dezember 1486) war Graf von Ventadour und vermutlich Connétable von Frankreich. Er war ein Angehöriger des Hauses Comborn.

## Leben
Charles de Ventadour war der jüngere Sohn von Robert, Comte de Ventadour (1380/93 bezeugt, † vor 1407); seine Mutter ist unbekannt. Als sein älterer Bruder Jacques, Graf von Ventadour, am 17. August 1424 in der Schlacht von Verneuil fiel, wurde er dessen Erbe, da Jacques keine Söhne, sondern lediglich zwei Töchter hatte. Er ist allerdings das erste Mal im Jahr 1426 bezeugt.
In einer Quelle wird er als Connétable von Frankreich bezeichnet, allerdings ohne Jahreszahlen dazu zu nennen.

## Familie
Charles des Ventadour schloss seine erste Ehe per Ehevertrag am 1. Mai 1427. Seine Frau war Isabella de Vendat († nach 1451), die Tochter von Oudin de Vendat und Alix du Breuil. Ihre Kinder sind:
- Louis, Comte de Ventadour, 1468 bezeugt, † 23. Dezember 1500; ⚭ (Ehevertrag 23. September 1445) Catherine de Beaufort, Dame des Granges et de Charlus, † Château de Peyroult 7. November 1506, Tochter von Pierre de Beaufort, Seigneur de Limeuil, Comte de Beaufort, Vicomte de Turenne, und Blanche de Gimel, Enkelin von Nicolas Roger de Beaufort (Haus Rogier de Beaufort) – das einzige Kind aus dieser Ehe, Blanche, Dame de Charlus, † 19. November 1492, heiratete (Ehevertrag Ventadour 12. Juli 1472) Louis de Lévis, Seigneur de La Voulte-sur-Rhône, Comte de Villars, 14. Mai 1521 bezeugt, † 1521; beide folgten als Graf und Gräfin von Ventadour aufgrund des Testaments ihres Großvaters Robert de Ventadour.
- Pierre
- Agnès, testiert 28. August 1473; ⚭ 1. November 1451 Jean I. d’Apchier, Seigneur d‘Arzens, de Recoux etc. † nach 1453
- Antonie, 1463 bezeugt
- ? Jean, 1484 Abt von Obasine

In zweiter Ehe heiratete er Marie de Pierre-Buffière, 1449 bezeugt; die Ehe blieb kinderlos.

### Weblink
- Charles Cawley, Medieval Lands, Vicomte de Ventadour (online, abgerufen am 24. Juli 2019)